# Paroeme maynei
Paroeme maynei är en skalbaggsart som först beskrevs av Pierre Lepesme och Stefan von Breuning 1955.  Paroeme maynei ingår i släktet Paroeme och familjen långhorningar. Inga underarter finns listade i Catalogue of Life.